# 봉화군수 선거
봉화군수 선거는 경상북도 봉화군의 군수를 선출하는 선거이다.

## 역대 민선 봉화군수
| 선거   | 정당 | 정당     | 군수   |
| ------ | ---- | -------- | ------ |
| 1995년 |      | 무소속   | 엄태항 |
| 1998년 |      | 무소속   | 엄태항 |
| 2002년 |      | 한나라당 | 류인희 |
| 2006년 |      | 한나라당 | 김희문 |
| 2007년 |      | 무소속   | 엄태항 |
| 2010년 |      | 한나라당 | 박노욱 |
| 2014년 |      | 새누리당 | 박노욱 |
| 2018년 |      | 무소속   | 엄태항 |
| 2022년 |      | 국민의힘 | 박현국 |

## 역대 선거 결과

### 제1회 전국동시지방선거
|  | 42.46% |

|  | 36.13% |

|  | 21.39% |

### 제2회 전국동시지방선거
|  | 61.99% |

|  | 38.00% |

### 제3회 전국동시지방선거
|  | 55.84% |

|  | 44.15% |

### 제4회 전국동시지방선거
|  | 43.63% |

|  | 37.69% |

|  | 18.67% |

### 2007년 대한민국 재보궐선거
김희문 군수의 군수직 상실로 인해 치러진 2007년 대한민국 재보궐선거에서 무소속 엄태항 후보가 당선되었다.

### 제5회 전국동시지방선거
|  | 56.62% |

|  | 43.37% |

### 제6회 전국동시지방선거
| 제6회 전국동시지방선거봉화군수 선거 |        |          |        |        |      |      |  |
|                                     |        |          |        |        |      |      |  |
| 후보                                | 후보   | 정당     | 득표   | 득표율 | 당락 | 비고 |  |
|                                     | 박노욱 | 새누리당 | 무투표 | 무투표 | 당선 |      |  |
| 합계                                | 합계   | 합계     | 0표    |        |      |      |  |

### 제7회 전국동시지방선거
|  | 50.30% |

|  | 49.69% |

### 제8회 전국동시지방선거
|  | 73.40% |

|  | 14.78% |

|  | 11.80% |